# Skeleton Man
Skeleton Man (br: SkeletonMan) é um telefilme produzido nos Estados Unidos em 2004, foi ao ar no Sci-Fi Channel e foi financiado pela Nu Image, foi escrito por Frederick Bailey e dirigido por Johnny Martin.

## Sinopse
Quatro soldados de elite do exército dos Estados Unidos desapareceram durante uma missão de rotina nas florestas do noroeste. Um comando das forças de elite é enviado para descobrir o que aconteceu. Sua única pista: uma comunicação de rádio, muito perturbado, o último sobrevivente, fala de um ser que é um homem esqueleto.

## Elenco
- Michael Rooker...Captain Leary
- Casper Van Dien...Staff Sgt. Oberron
- Jackie Debatin	 ...Sgt. Cordero